# 长生殿

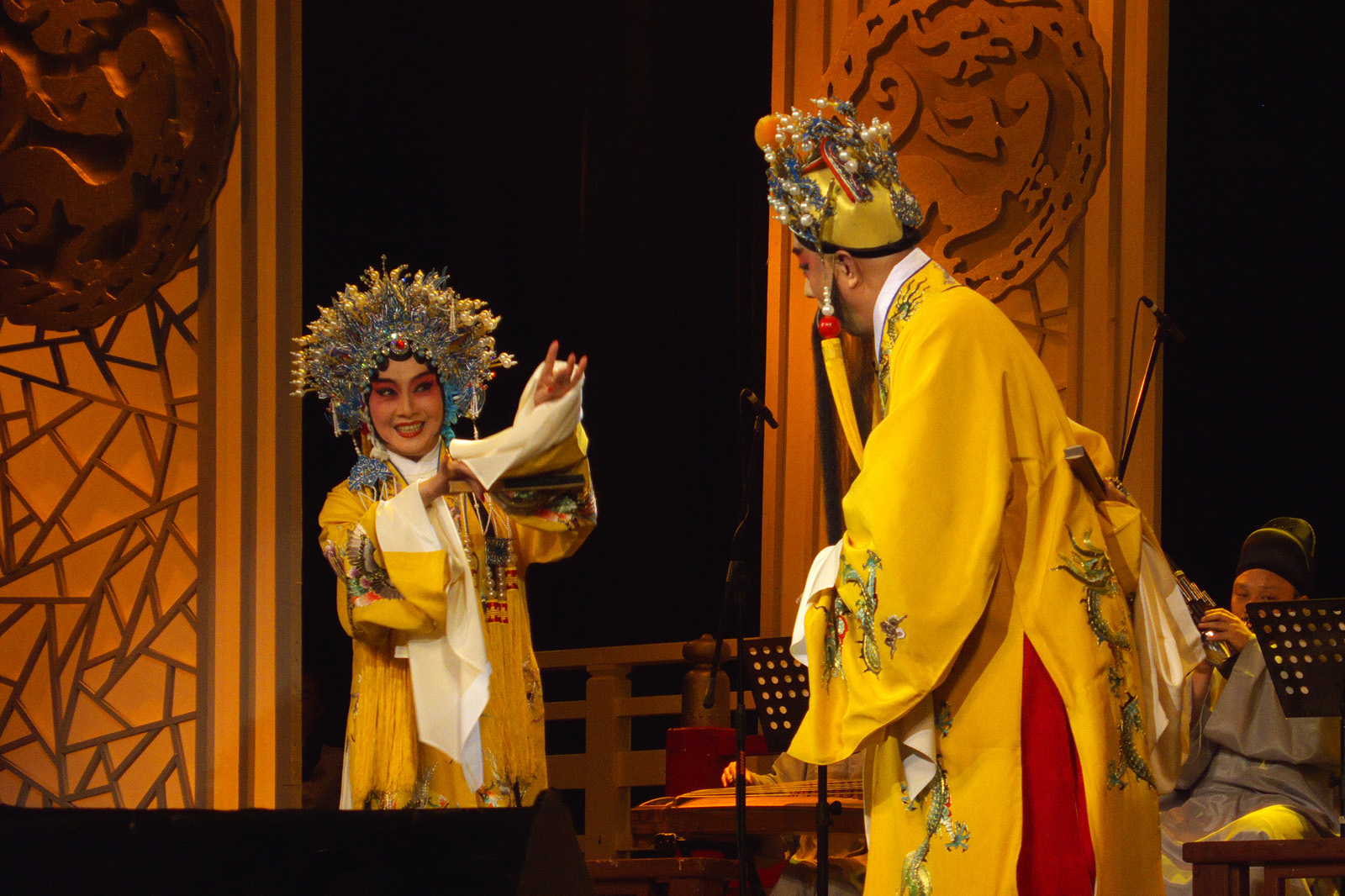
張靜嫻和蔡正仁演出《長生殿》劇照

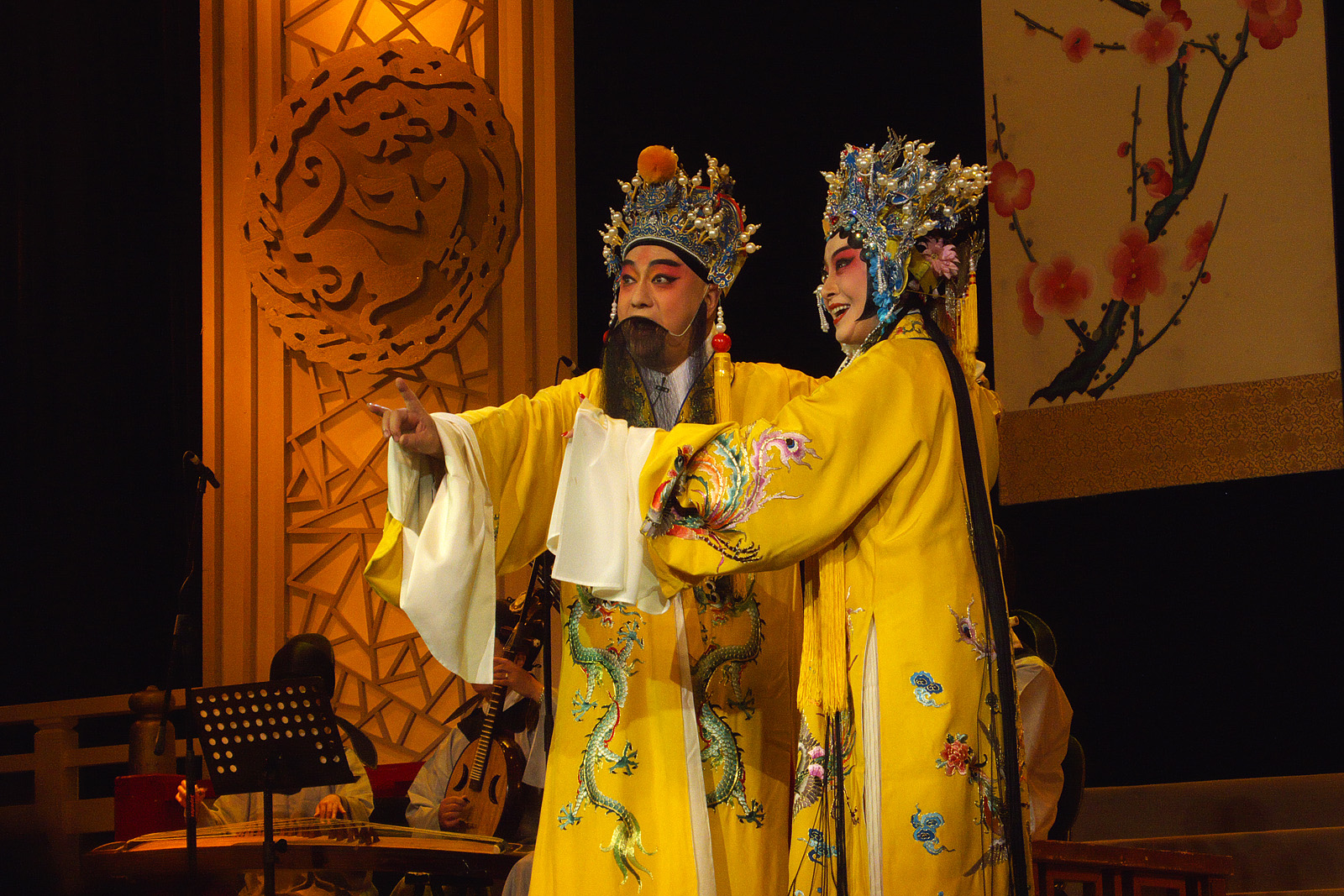
張靜嫻和蔡正仁演出《長生殿》劇照

《长生殿》是清初剧作家洪（1645年—1704年）所作的剧本，取材自唐代诗人白居易的长诗《长恨歌》、陳鴻的傳奇《長恨歌傳》和元代剧作家白朴的剧作《梧桐雨》，讲述的是唐玄宗和贵妃杨玉环之间的爱情故事，但他在原来题材上发挥，演绎出两个重要的主题，一是极大地增加了当时的社会和政治方面的内容；二是改造和充实了爱情故事。
《長生殿》全本共有五十齣，體制宏大，演出壯觀，涉及人物眾多，有以李、楊為代表的皇室貴族人物，有雷海青、樂師李龜年等不畏強權的忠君愛國之人，更有安祿山、楊國忠等反面人物，以及作品後半部廣泛涉及的仙界人物。成書於康熙二十七年（1688年）。尤侗作《長生殿》序。

## 创作背景
清代初期，有许多人在作品中影射和探索明代灭亡的教训，吳偉業的《秣陵春》和孔尚任的《桃花扇》就是这样的作品，《长生殿》也是一样。它重点描写了唐朝天宝年间皇帝李隆基和贵妃杨玉环之间淫侈过度的生活而给国家带来的巨大灾难，导致王朝几乎覆灭的歷史；剧本虽然谴责了唐玄宗的穷奢极侈，但同时又表现了对唐玄宗和杨玉环之间的爱情的同情--“借太真外传谱新词，情而已”，作品的后半部分还寄托了对美好爱情的理想，可见，《长生殿》在前后主题思想上虽有矛盾之处的，但也曲折地反映出了明末作家主情思潮和忧时伤乱思想的融合。

## 剧情梗概
故事描寫唐玄宗寵幸貴妃楊玉環，終日遊樂，將其族兄楊國忠封為右相，其三個姐妹都封為夫人。但後來唐玄宗又寵幸其妹妹虢國夫人，私召梅妃，引起楊玉環不快，最終兩人和好，於七夕之夜在長生殿對著牛郎織女星密誓永不分離，是白居易《長恨歌》「七月七日長生殿，夜半無人私語時」。為討楊玉環的歡心，唐玄宗不惜耗費大量人力物力從海南為楊玉環採集新鮮荔枝，一路踏壞莊稼，踏死路人。
由于唐玄宗终日和杨玉环游乐，不理政事，宠信杨国忠和安禄山，後安禄山造反，唐玄宗和随行官员逃离长安，在陕西马嵬坡军士哗变，强烈要求处死罪魁禍首杨国忠和杨玉环，唐玄宗不得已让杨玉环上吊自尽。
唐玄宗一行人馬播遷入蜀，過劍閣，闻铃肠断。思念杨玉环，令巧手匠人以榛旜檀香雕成杨玉环生像，供入錦水祠，对着雕像痛哭。
杨玉环死后深切痛悔，受到馬嵬坡土地神協助：“馬嵬坡少一個苦遊魂，蓬萊山多一員舊仙侶”，天孙织女说：“既悔前非，诸愆可释”。
唐代宗廣德元年（763年）郭子仪带兵平定安史之亂，唐玄宗回到长安後，日夜思念杨玉环，见月伤心，派方士去海外寻找蓬莱仙山，最终感动了天孙织女，使两人在月宫中最终团圆。

## 艺术特点
這部劇本采《天寶遺事》，以李楊愛情為主線，穿插社會政治的演變，情節跌宕起伏，關木安排緊湊有序，一方面，頌揚並層層鋪寫李楊精誠不散愛情的發展，一方面，又如實地反映了李楊愛情所造成的嚴重後果。此外，在音律方面，洪升得到了蘇州音樂家徐靈昭幫助，因此其曲無一不協韻，曲調柔美，非常適合演出，其風格亦與人物場景配合的恰如其分。吳梅稱：“取天寶間遺事，收拾殆盡。”例如楊玉環酒醉後用《南撲燈蛾》曲“宛然一幅醉楊妃圖”；郭子儀唱用北曲雄渾激昂。所以此劇一經演出，立刻轟動，“一時朱門綺席，酒社歌樓，非此曲不奏，纏頭為之增價”，北京城中幾乎家家會唱其中的唱段。吳舒鳧也說“愛文者喜其詞，知音者賞其律，以是傳聞益遠。蓄家樂者攢筆競寫，轉相教習。優伶能是，升價什佰。他友游西川，數見此演，北邊、南越可知已”其中片段被各種戲劇劇種改編，梅蘭芳的京劇《貴妃醉酒》也是改編于《長生殿》。

## 洪晚年
康熙二十八年（1689年），洪昇因為在康熙皇帝佟皇后喪期內仍然演出《長生殿》，被革職回鄉，一時株連達五十人左右，包含查嗣璉等。康熙四十三年（1704）六月初一洪在浙江吳興夜醉落水而亡，所謂“可憐一曲長生殿，斷送功名到白頭”。

## 延伸阅读
[在维基数据编辑]
 在维基文库阅读本作品原文（ 在维基共享资源阅览影像）

## 外部連結
- 崑曲《長生殿》 （页面存档备份，存于），蘇州崑劇團演出（趙文林，王芳）。
- 王璦玲：〈情緣總歸虛幻——《長生殿》的「情」觀 （页面存档备份，存于）〉。
- 王璦玲：〈評點、詮釋與接受──論吳儀一之《長生殿》評點 （页面存档备份，存于）〉。